# ステイト・オブ・ショック
「ステイト・オブ・ショック」（State of Shock）は、ジャクソンズが1984年に発表した楽曲。アルバム『ヴィクトリー』からの先行シングルとして発表された。ジャクソンズのマイケル・ジャクソンと、ゲストのミック・ジャガーのデュエット・ソングである。

## 解説
当初はマイケルとフレディ・マーキュリーのデュエットとして計画され、レコーディングも実現したが、このヴァージョンは未完成に終わり発表されなかった。しかし、クイーンのロジャー・テイラーによれば、このヴァージョンの発表に向けた動きもあるという。そして、最終的にはミック・ジャガーが参加したヴァージョンが発表された。バッキング・ボーカルはマイケル、ジャッキー・ジャクソン、マーロン・ジャクソン、ジョニー・レイ・ネルソンの4人により、ジャクソンズのメンバーのうちティト・ジャクソン、ジャーメイン・ジャクソン、ランディ・ジャクソンはレコーディングに参加していない。
本作のダンス・ミックス・ヴァージョンとインストゥルメンタル・ヴァージョンを収録した12インチ・シングルもリリースされている。
ジャガーはライヴエイドに出演した際、この曲をティナ・ターナーと共に歌っており、その模様は映像作品『ライヴ・エイド』にも収録された。